# Nikotinat-nukleotid difosforilaza (karboksilacija)
Nikotinat-nukleotid difosforilaza (karboksilacija) (EC 2.4.2.19, hinolinatna fosforiboziltransferaza (dekarboksilacija), hinolinsko kiselinska fosforiboziltransferaza, QAPRTaza, NAD+ pirofosforilaza, nikotinat mononukleotid pirofosforilaza (karboksilacija), hinolinska fosforiboziltransferaza) je enzim sa sistematskim imenom beta-nikotinat-D-ribonukleotid:difosfat fosfo-alfa-D-riboziltransferaza (karboksilacija). Ovaj enzim katalizuje sledeću hemijsku reakciju
beta-nikotinat D-ribonukleotid + difosfat + CO2 {\displaystyle \rightleftharpoons } piridin-2,3-dikarboksilat + 5-fosfo-alfa-D-riboza 1-difosfat
Ova reakcija teče u suprotnom smeru.

## Literatura
- Nicholas C. Price; Lewis Stevens (1999). Fundamentals of Enzymology: The Cell and Molecular Biology of Catalytic Proteins (Third изд.). USA: Oxford University Press. ISBN 019850229X.
- Eric J. Toone (2006). Advances in Enzymology and Related Areas of Molecular Biology, Protein Evolution (Volume 75 изд.). Wiley-Interscience. ISBN 0471205036.
- Branden C; Tooze J. Introduction to Protein Structure. New York, NY: Garland Publishing. ISBN 0-8153-2305-0.
- Irwin H. Segel. Enzyme Kinetics: Behavior and Analysis of Rapid Equilibrium and Steady-State Enzyme Systems (Book 44 изд.). Wiley Classics Library. ISBN 0471303097.

## Spoljašnje veze
- Nicotinate-nucleotide+diphosphorylase+(carboxylating) на 